# Klubbfibbla
Klubbfibbla (Arnoseris minima) är en växtart i familjen korgblommiga växter.